# Station Langenhagen Pferdemarkt
Station Langenhagen Pferdemarkt (Bahnhof Langenhagen Pferdemarkt) is een spoorwegstation in de Duitse plaats Langenhagen, in de deelstaat Nedersaksen. Het station ligt op de kruising van de spoorlijnen: Hannover - Celle, Hannover - Bremervörde en Langenhagen Pferdemarkt - Hannover Flughafen. Het station opende in 1890 en heette tot 27 mei 2000 Langenhagen (Han). Het is nu halte van de lijnen S4 en S5 van de S-Bahn van Hannover. Tot de eerste helft van de twintigste eeuw was het het enige station in Langenhagen, door de groei van Langenhagen en voor de ontsluiting van Flughafen Hannover-Langenhagen werden er drie stations bijgebouwd. Het station, dat al het regionale en langeafstandsverkeer moest afgeven aan station Langenhagen Mitte, is nu alleen een lokale halte.

## Locatie
Het station ligt in het noordelijke deel van het centrum van Langenhagen. Daarnaast bevindt zich parallel aan de straat Walsroder Straße, welke een belangrijke noord-zuidas van de Stadtbahn in Langenhagen is. Tevens ligt het station ten oosten van een groot bedrijventerrein, aan de westzijde waar ook het stationsgebouw staat, is er een grote woonwijk. Dat het centrum van Langenhagen steeds meer naar het zuiden verschoof, bedient dit station alleen nog de noordelijke woongebieden.

## Geschiedenis

Stationsgebouw rond 1935

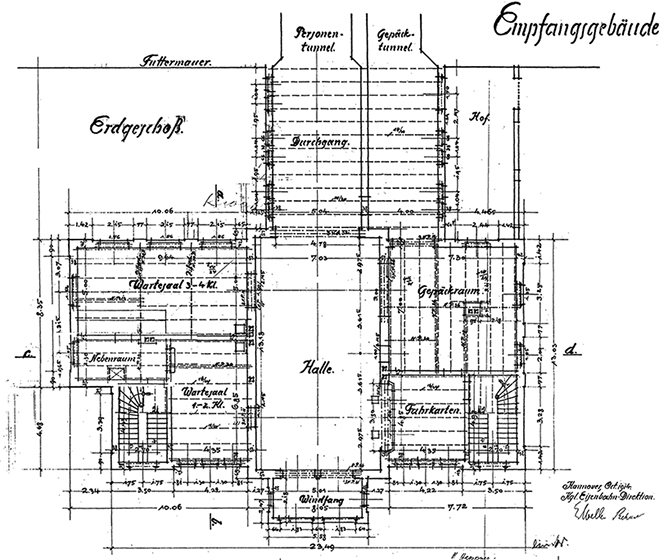
Ontwerptekening van de begaande grond

Een voorloper van het huidige stationsgebouw bestond zuidelijk van de huidige locatie en werd geopend bij de opening van de spoorlijn in 1890. De bouw van de spoorlijn naar Celle bracht verandering met zich mee. Reeds in 1914 werden er plannen gemaakt voor een nieuw stationsgebouw verder noordelijk, doordat de sporen verhoogd werden. De bouw begon in 1920 en werd in 1921 afgerond. Het stationsgebouw werd volgens de Noord-Duitse klinkerarchitectuur ontworpen met invloeden van de hervormingsstijl. De architecten zijn volgens originele tekeningen Ernst Möller en Alexander Behnes. In het gebouw bevonden zich een dienstkantoor, het onderhoudsbedrijf Langenhagen en een wachtruimte. Doordat de spoorlijn naar Celle nog niet in gebruik was, bood zich de gelegenheid de ruimte anders te gebruiken. De wachtruimte voor de 3de en 4de klasse en later de entreehal werd tijdelijk door de rooms-katholieke kerkgemeente Langenhagen voor de mis gebruikt. De spoorlijn naar Celle kwam op 15 mei 1938 in dienst, waardoor het station een knoopstation werd. De Flughafen Hannover-Langenhagen kreeg een aansluiting voor goederenverkeer. In het kader van het instellen van de S-Bahn werd deze lijn omgebouwd en kwam voor het reizigersverkeer op 28 mei 2000 in dienst. Hiervoor werd het perron voor de treinen naar Celle afgebroken, de toegang werd dichtgemetseld en de regionale treinen stopten voortaan in station Langenhagen Mitte. Tegelijkertijd werd in dat vooruitzicht de naam Langenhagen veranderd in Langenhagen Pferdemarkt, tevens werd het stationsgebouw en het perron met geld van de S-Bahn gerenoveerd. In het nieuwe millennium werd het monumentale gebouw op een herdenkingsmunt 700 Jahre Langenhagen afgebeeld. De eigenaar van het gebouw Main Asset Management GmbH Deutsche Bahn verkocht in september 2013 het gebouw aan een private investeerder, de toegang via het gebouw zal blijven bestaan (vorm van recht van overpad). Vanaf 2014 werden omvangrijke renovatiewerkzaamheden uitgevoerd aan het monumentale pand, waarbij een aantal vleugels weer in gebruik genomen zijn. Sinds de opening van de spoorlijn heeft het station de stad economisch veel opgeleverd.

## Verbindingen
Voor de elektrificering van de spoorlijn werden de treinen getrokken door stoomlocomotieven. In de jaren '60 verdwenen deze, doordat de spoorlijn Hannover - Celle - Hamburg geëlektrificeerd werd. De Heidebahn naar Buchholz in der Nordheide is nog niet voorzien van een bovenleiding, zodat dit station ook nog door dieseltreinen wordt aangedaan. De Heidebahn is tot Bennemühlen voor de S-Bahn geëlektrificeerd, alleen halteren hier geen regionale treinen meer, zodat dit eindpunt alleen door de S-Bahn wordt bedient.
Het station is onderdeel van de S-Bahn van Hannover, die wordt geëxploiteerd door DB Regio Nord. De volgende treinseries doen het station Langenhagen Pferdemarkt aan:
| Serie | Treinsoort             | Route | Bijzonderheden                                |
| ----- | ---------------------- | --- | --------------------------------------------- |
| S4    | S-Bahn (DB Regio Nord) | Bennemühlen – Langenhagen Pferdemarkt – Hannover Hbf – Hannover Bismarckstraße – Hannover Messe/Laatzen – Hildesheim Hbf      | Bennemühlen - Hannover Hbf 2x per uur (ma-za) |
| S5    | S-Bahn (DB Regio Nord) | Hannover Flughafen – Langenhagen Pferdemarkt – Hannover Hbf – Hannover Bismarckstraße – Hamelen – Bad Pyrmont – Paderborn Hbf | Flughafen - Hamelen 2x per uur                |